# Communauté de communes Roussillon-Conflent
Die Communauté de communes Roussillon-Conflent ist ein französischer Gemeindeverband mit der Rechtsform einer Communauté de communes im Département Pyrénées-Orientales in der Region Okzitanien. Sie wurde am 20. Dezember 1996 gegründet und umfasst 15 Gemeinden (Stand: 1. Januar 2025). Der Verwaltungssitz befindet sich im Ort Ille-sur-Têt.

## Historische Entwicklung
Mit Wirkung zum 1. Januar 2025 schied die Gemeinde Corneilla-la-Rivière aus dem Gemeindeverband aus und trat der Perpignan Méditerranée Métropole bei.

## Mitgliedsgemeinden
| Gemeinde                                   | Einwohner 1. Januar 2022 | Fläche km² | Dichte Einw./km² | Code INSEE | Postleitzahl |
| ------------------------------------------ | ------------------------ | ---------- | ---------------- | ---------- | ------------ |
| Bélesta                                    | 241                      | 20,52      | 12               | 66019      | 66720        |
| Boule-d’Amont                              | 64                       | 23,22      | 3                | 66022      | 66130        |
| Bouleternère                               | 953                      | 10,63      | 90               | 66023      | 66130        |
| Casefabre                                  | 43                       | 6,99       | 6                | 66040      | 66130        |
| Corbère                                    | 780                      | 7,25       | 108              | 66055      | 66130        |
| Corbère-les-Cabanes                        | 1.155                    | 4,14       | 279              | 66056      | 66130        |
| Glorianes                                  | 16                       | 18,72      | 1                | 66086      | 66320        |
| Ille-sur-Têt                               | 5.546                    | 31,67      | 175              | 66088      | 66130        |
| Millas                                     | 4.325                    | 19,12      | 226              | 66108      | 66170        |
| Montalba-le-Château                        | 158                      | 15,90      | 10               | 66111      | 66130        |
| Néfiach                                    | 1.371                    | 8,81       | 156              | 66121      | 66170        |
| Prunet-et-Belpuig                          | 45                       | 21,68      | 2                | 66153      | 66130        |
| Rodès                                      | 717                      | 18,11      | 40               | 66165      | 66320        |
| Saint-Féliu-d’Amont                        | 1.262                    | 6,11       | 207              | 66173      | 66170        |
| Saint-Michel-de-Llotes                     | 360                      | 8,64       | 42               | 66185      | 66130        |
| Communauté de communes Roussillon-Conflent | 17.036                   | 221,51     | 77               | –          | –            |